# Irpa Irpa Baja
Irpa Irpa Baja ist eine Ortschaft im Departamento Potosí im südamerikanischen Anden-Staat Bolivien.

## Lage im Nahraum
Irpa Irpa Baja liegt in der Provinz Rafael Bustillo und ist die neuntgrößte Ortschaft in dem seit Juni 2009 selbständigen Municipio Chuquihuta, das vor der Selbständigkeit ein Kanton im südlichen Teil des Municipio Uncía war. Die Ortschaft liegt auf einer Höhe von 3901 m zwischen dem Cerro Sorojchi (4000 m) und der Quebrada Kollpampa, die flussabwärts über den Río Surpa zum Río Tres Mojones fließt.

## Geographie
Irpa Irpa Baja liegt am Übergang des Hochlandes von Oruro in das Gebirge von Potosí. Die Region ist im Norden und Westen von Hochgebirgszügen der Cordillera Central begrenzt. Die Vegetation ist die der Puna, das Klima ein typisches Tageszeitenklima, bei dem die täglichen Temperaturschwankungen größer sind als die monatlichen Schwankungen.
Die mittlere Jahresdurchschnittstemperatur liegt bei 9 °C, die Monatsdurchschnittswerte schwanken zwischen knapp 5 °C im Juni/Juli und 11 °C von November bis März (siehe Klimadiagramm Uncía). Der Jahresniederschlag beträgt 370 mm und fällt vor allem in den Sommermonaten, die aride Zeit mit Monatswerten von maximal 10 mm dauert von April bis Oktober.

## Verkehrsnetz
Irpa Irpa Baja liegt in einer Entfernung von 221 Straßenkilometern nordwestlich von Potosí, der Hauptstadt des Departamento Potosí.
Von Potosí führt die asphaltierte Nationalstraße Ruta 1 in nördlicher Richtung 111 Kilometer nach Cruce Culta. Von dort führt eine Landstraße in nordöstlicher Richtung bis zur Ortschaft Macha und trifft dort auf die Ruta 6.
Man folgt der Ruta 6 nach Nordwesten über Huancarani und Pocoata. 25 Kilometer hinter Pocoata überquert die Ruta 6 am Zusammenfluss von Río Blanco und Río Colorado auf einer Brücke den Río Viriria, der sich aus diesen beiden Flüssen bildet. Direkt hinter der Brücke zweigt eine unbefestigte Nebenstraße nach rechts von der Hauptstraße ab und erreicht auf zahlreichen Serpentinen nach sieben Kilometern das 550 Meter höher gelegene Belén. Von dort aus sind es noch einmal siebzehn Kilometer in nordwestlichen Richtungen bis Irpa Irpa Baja.

## Bevölkerung
Die Einwohnerzahl des Ortes ist in dem Jahrzehnt zwischen den beiden letzten Volkszählungen nahezu unverändert geblieben:
| Jahr | Einwohner   | Quelle       |
| ---- | ----------- | ------------ |
| 1992 | keine Daten | Volkszählung |
| 2001 | 248         | Volkszählung |
| 2012 | 244         | Volkszählung |
| 2024 |             | Volkszählung |